# Lucien Heath

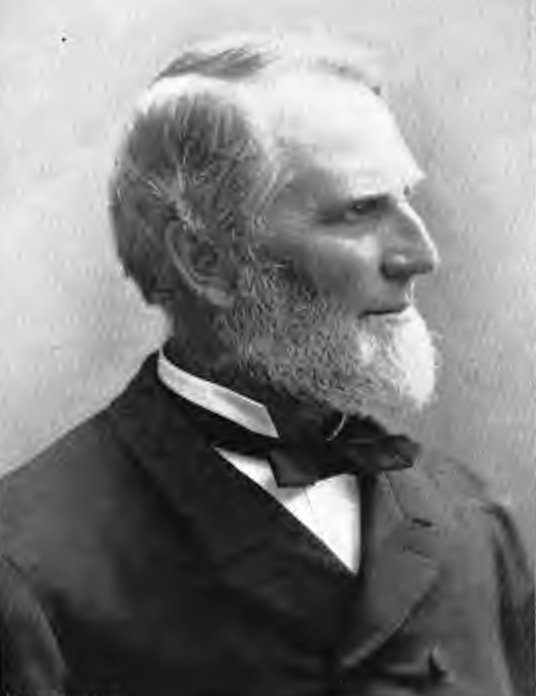
Lucien Heath

Lucien Heath (* 1819 in der Nähe von Buffalo, New York; † Dezember 1888) war ein US-amerikanischer Farmer, Händler und Politiker.

## Frühe Jahre
Lucien Heath, Sohn eines Händlers, wurde 1819 im Erie County (New York) geboren und verbrachte dort seine Kindheit. Die Familie zog dann während seiner Jugend nach Michigan. Die Folgejahre waren von der Wirtschaftskrise von 1837 und dem folgenden Mexikanisch-Amerikanischen Krieg überschattet. 1849 heiratete er Jane Edwards aus Ohio. Das Paar bekam zwei Söhne und eine Tochter. 1852 zog die Familie, bestehend aus Lucien und seiner Ehefrau Jane mit ihren gemeinsamen Söhnen Henry und Frank, über den Oregon Trail in das Oregon-Territorium. Ihre Tochter Lina war vor ihren Aufbruch verstorben.
Die Familie Heath ließ sich im Polk County, einem Teil vom Willamette Valley, nieder, wo sie eine Farm bewirtschaftete. 1854 wurde Heath zum Clerk am Territorial Court ernannt. Später wurde er Trustee an der La Creole Academy, welche 1856 in Dallas (Polk County) eröffnet wurde. Heath war Clerk vom Polk County. Nachdem er nach Salem (Marion County) umzog, war er als Händler tätig. Ferner ging er einer Beschäftigung als Recording Secretary für die State Agricultural Society in Marion County nach. In dieser Funktion wurde er der erste Finanzsekretär vom Oregon State Fair, welches bis heute in Oregon City stattfindet.

## Politische Laufbahn
1858 wurde er als Demokrat zum Secretary of State gewählt. Seine Wahl erfolgte noch vor der Aufnahme von Oregon in die Union. Oregon wurde am 14. Februar 1859 ein Staat. Die Nachricht darüber erreichte Oregon aber erst ein paar Wochen später. Heath trat am 3. März 1859 seinen Posten an. Dabei ersetzte er den Territorial Secretary Benjamin F. Harding. Heath zog nach Salem und bekleidete den Posten bis zu seinem Ausscheiden am 8. September 1862 aus dem Amt. Er war 1861 auch Bürgermeister von Salem, der Hauptstadt von Oregon. Danach war er von 1862 bis 1864 als Clerk am Oregon Supreme Court tätig. Der Bürgerkrieg überschattete diese Jahre. Heath zog später nach Kalifornien und ließ sich dort im Santa Cruz County nieder. Er saß dann zwei Amtszeiten lang als Republikaner in der California State Assembly. Seine erste Wahl erfolgte im November 1882 und seine Wiederwahl im Jahr 1884. Beide Male vertrat er den 50. Bezirk.

## Späte Jahre
Nach dem Ende des Bürgerkrieges zog Heath mit seiner Familie 1866 in den Süden nach Kalifornien, wo sie im Santa Cruz County eine Farm bewirtschafteten. Er war dort auch als Eisenwarenhändler (hardware merchant) tätig und Präsident der Santa Cruz County Bank. Das Eisenwarengeschäft lag an der Pacific Avenue in Santa Cruz. Miteigentümer war John Byrne. Später trat Heath als Partner von Samuel Drennan in das Immobiliengeschäft ein. Lucien Heath verstarb im Dezember 1888, im Alter von 69 Jahren, auf einer Geschäftsreise an die Ostküste der Vereinigten Staaten und wurde dann auf dem Evergreen Cemetery in Santa Cruz beigesetzt.
Sein Bruder Albert war Captain in der Unionsarmee während des Bürgerkrieges, sein Sohn Frank war ein Landschaftsmaler, während der andere Sohn Henry in die Fußstapfen seines Vaters als Kaufmann trat.